# Jochen Hörisch

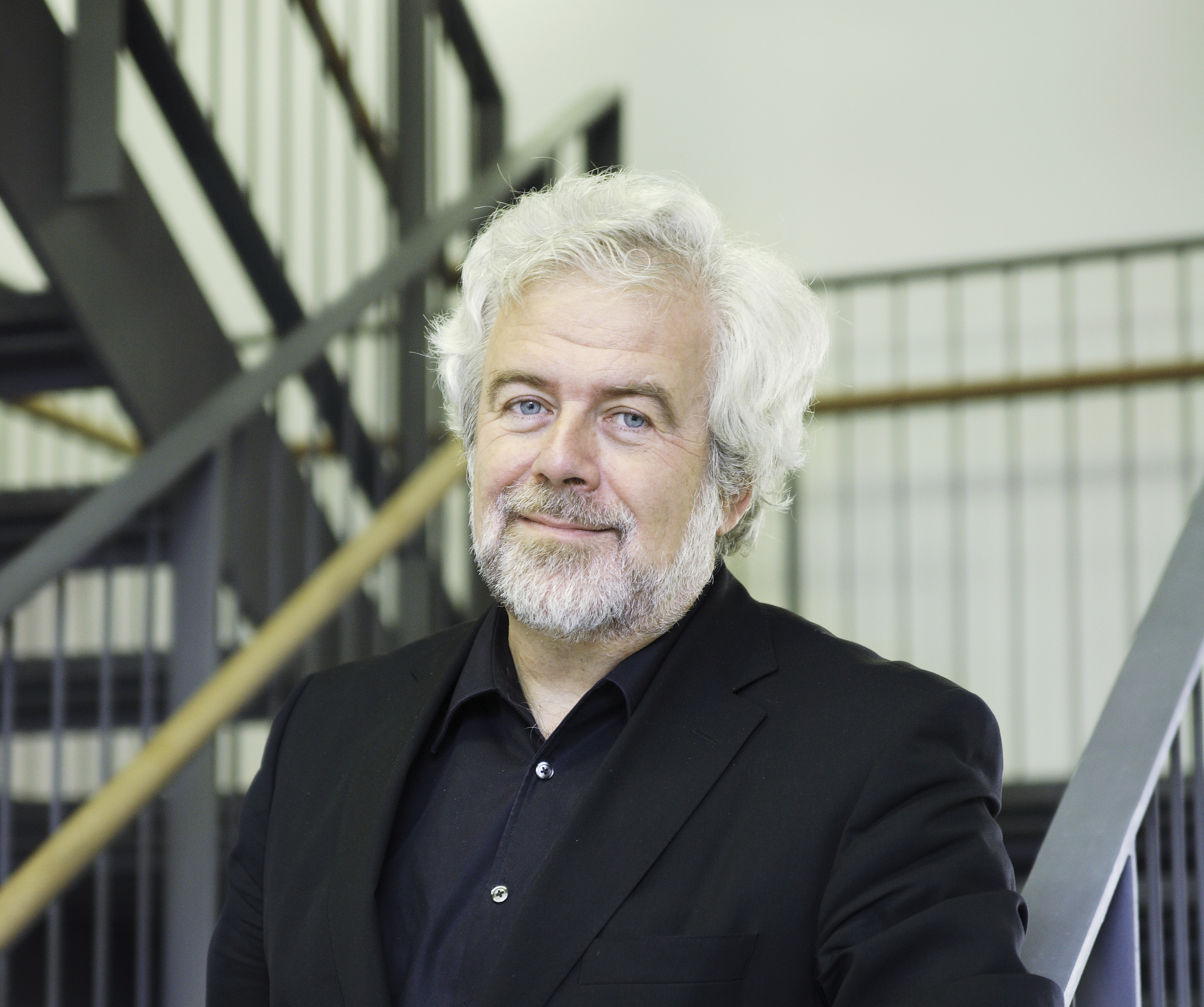
Jochen Hörisch, 2006

Jochen Hörisch (* 3. August 1951 in Bad Oldesloe) ist ein deutscher Literatur- und Medienwissenschaftler.

## Leben
Hörisch studierte von 1970 bis 1976 Germanistik, Philosophie und Geschichte an den Universitäten Düsseldorf, Paris und Heidelberg. Nach seiner Habilitation 1982 war er Privatdozent und Professor an der Heinrich-Heine-Universität Düsseldorf.
Ab 1988 war er Ordinarius für Neuere Germanistik und Medienanalyse an der Universität Mannheim. Im Mai 2018 hielt er seine Abschiedsvorlesung zum Thema  „Goethes Faust oder Die Ir/Rationalität der Wissenschaft“. Im Rahmen seiner Lehrtätigkeit bot er in Zusammenarbeit mit dem Nationaltheater Mannheim regelmäßig ein Seminar zu den aktuellen Inszenierungen des Nationaltheaters Mannheim an. Gastprofessuren bekleidete er 1986 an der Universität Klagenfurt, 1993 an der École normale supérieure in Paris, 1996 an der University of Virginia, 1999 an der Princeton University und 2002 an der Indiana University.
Jochen Hörisch ist verheiratet und hat drei Kinder, die Volkswirtin Hannah Schildberg-Hörisch, den Politikwissenschaftler Felix Hörisch und den Nachhaltigkeitswissenschaftler Jacob Hörisch. Er ist Mitglied der Freien Akademie der Künste Hamburg.
Schwerpunkte seiner wissenschaftlichen und publizistischen Tätigkeit betreffen die vielfältigen Dimensionen des „Verstehens“ jeder Art von Medien, angefangen bei Texten in Büchern bis hin zu den neuen Medien. Fragen nach der Funktion von Medien stellt Hörisch in gleicher Weise an Gegenstände wie Brot und Wein (als Medien der Abendmahlszeremonie) oder das Geld (als ein Medium des Tauschhandels).
Seine wissenschaftlichen Veröffentlichungen werden ergänzt durch umfangreiche und regelmäßige öffentliche Auftritte. Bei diesen Gelegenheiten behandelt Jochen Hörisch oft weitere Bereiche aus seinem Interessenspektrum, so z. B. Fragen der Philosophiegeschichte und musikalische Themen, etwa das Werk Richard Wagners. Auch zum Münkler-Watch-Blog äußerte er sich und bezeichnete diese Form der Kritik an einem Hochschullehrer als „absurde Veranstaltung“. Im Nordwestradio betrachtet er immer montags in der Kolumne „Das Medienecho“ das Mediengeschehen der vorangegangenen Woche.
Im Zusammenhang mit einer Rezension seines Buches Das Wissen der Literatur durch Burkhard Müller in der Süddeutschen Zeitung kam es im Perlentaucher zu einer öffentlich dokumentierten Auseinandersetzung zwischen dem Autor und seinem Kritiker.
Im Jahr 2000 erhielt Hörisch den Wissenschaftspreis der Aby-Warburg-Stiftung. 2010 gründete er mit Alexander Dill die Deutsche Tilgungsinitiative, wobei Hörisch der erste Tilger war.

## Primärliteratur
- Die fröhliche Wissenschaft der Poesie – Der Universalitätsanspruch von Dichtung in der frühromantischen Poetologie. Dissertation. Suhrkamp, Frankfurt am Main 1976, ISBN 3-518-07176-9.
- Gott, Geld und Glück – Zur Logik der Liebe in den Bildungsromanen Goethes, Kellers und Thomas Manns. Habilitationsschrift. (=edition suhrkamp 1180). Suhrkamp, Frankfurt am Main 1983, ISBN 3-518-11180-9.
- Theorie der Verausgabung und Verausgabung der Theorie – Benjamin zwischen Sohn-Rethel und Bataille. Verlag Bettina Wassmann, Berlin 1983.
- Das Tier, das es nicht gibt. Eine Text & Bild-Collage über das Einhorn. Verlag Franz Greno, Nördlingen 1986.
- Die Wut des Verstehens – Zur Kritik der Hermeneutik (edition suhrkamp 1485). Suhrkamp, Frankfurt am Main 1988.
- Das Abendmahl, das Geld und die Neuen Medien – Poetische Korrelationen von Sein und Sinn. (= Antrittsvorlesung an der Universität Mannheim vom 5. Juli 1989). Verlag Bettina Wassmann, Bremen 1989.
- Brot und Wein – Die Poesie des Abendmahls. (edition suhrkamp 1692). Suhrkamp, Frankfurt am Main 1992.
- Die andere Goethezeit – Poetische Mobilmachung des Subjekts um 1800. Fink Verlag, München 1992.
- Kopf oder Zahl – Die Poesie des Geldes. (edition suhrkamp 1998). Suhrkamp, Frankfurt am Main 1996.
  - Heads or Tails – The Poetics of Money. ins Amerikanische übersetzt von Amy H. Marschall. Wayne State University Press, Detroit 2000.
- Das Ende der Vorstellung – Die Poesie der Medien. (edition suhrkamp 2115). Suhrkamp, Frankfurt am Main 1999.
- Der Sinn und die Sinne – Eine Geschichte der Medien. Eichborn Verlag, Frankfurt am Main 2001.
  - Rezensionen: Morten Kansteiner in Frankfurter Rundschau. 18. August 2001; Christian Jürgens in SZ, 21. März 2001; Richard Kämmerlings in Frankfurter Allgemeine Zeitung. 21. Mai 2001.
  - als Taschenbuch: Eine Geschichte der Medien. (Suhrkamp Taschenbuch 3629). Suhrkamp, Frankfurt am Main 2004.
- Es gibt (k)ein richtiges Leben im falschen. (Suhrkamp Bibliothek der Lebenskunst). Suhrkamp, Frankfurt am Main 2003.
- Gott, Geld, Medien – Studien zu den Medien, die die Welt im Innersten zusammenhalten. (edition suhrkamp 2363). Suhrkamp, Frankfurt am Main 2004.
- Theorie-Apotheke – Eine Handreichung zu den humanwissenschaftlichen Theorien der letzten fünfzig Jahre, einschließlich ihrer Risiken und Nebenwirkungen. Eichborn Verlag, Frankfurt am Main 2004, Reihe Die Andere Bibliothek
- Die ungeliebte Universität – Rettet die Alma mater! Hanser Verlag, München 2006, ISBN  978-3-446-20805-6.
- Das Wissen der Literatur. Fink, Paderborn 2007, ISBN 978-3-7705-4520-9.
- Bedeutsamkeit. Über den Zusammenhang von Zeit, Sinn und Medien. Hanser Verlag, München 2009, ISBN 978-3-446-23606-6.
- Die Wut des Verstehens (Ableger Band 10). Kulturverlag Kadmos, Berlin 2011, ISBN 978-3-86599-121-8.
- Tauschen, sprechen, begehren. Eine Kritik der unreinen Vernunft. Hanser Verlag, München 2011, ISBN 978-3-446-23072-9.
- Man muss dran glauben. Die Theologie der Märkte. Fink, Paderborn 2013, ISBN 978-3-7705-5483-6.
- Weibes Wonne und Wert: Richard Wagners Theorie-Theater. Mit Klaus Arp. Die Andere Bibliothek, Band 366, 2015, ISBN 978-3847703662.
- Hände. Eine Kulturgeschichte. Hanser, München 2021, ISBN 978-3-446-26774-9.
- Poesie und Politik. Szenen einer riskanten Beziehung. Hanser, München 2022, ISBN 978-3-446-27417-4.

## Sekundärliteratur
- Enno Stahl: Bolz, Hörisch, Kittler und Winkels tanzen im Ratinger Hof. Was körperlich-sportiv begann, setzt sich auf anderer Ebene fort: Diskurs-Pogo. In: Kultur & Gespenster. Heft 6, Winter 2008, S. 107–117.